# Kalmah
I Kalmah sono un gruppo musicale melodic death metal/power metal formatosi nel 1999 a Pudasjärvi in Finlandia.

## Storia
La band nasce con il nome di Ancestor nel 1991, fondata dal cantante e chitarrista Pekka Kokko e dal batterista degli Eternal Tears of Sorrow Petri Sankala. Dopo due dischi demo Antti Kokko, fratello del cantante, e Antti Matti Talala entrano a far parte della band rispettivamente come chitarrista solista e tastierista e il gruppo cambia il nome da Ancestor a Kalmah (in careliano alla tomba).
Nel 2000 entrò a far parte della band come bassista anche l'attuale frontman degli Eternal Tears of Sorrow, Altti Veteläinen (che verrà sostituito lo stesso anno da Timo Lehtinen).

## Formazione

### Formazione attuale
- Pekka Kokko - voce, chitarra ritmica
- Antti Kokko - chitarra solista
- Timo Lehtinen - basso
- Veli-Matti Kananen - tastiere
- Janne Kusmin - batteria

### Ex componenti
- Altti Veteläinen - basso
- Pasi Hiltula - tastiere
- Antti Matti Talala - tastiere
- Petri Sankala - batteria
- Marco Sneck - tastiere

## Discografia

### Demo
- 1999 - Svieri Obraza

### Album in studio

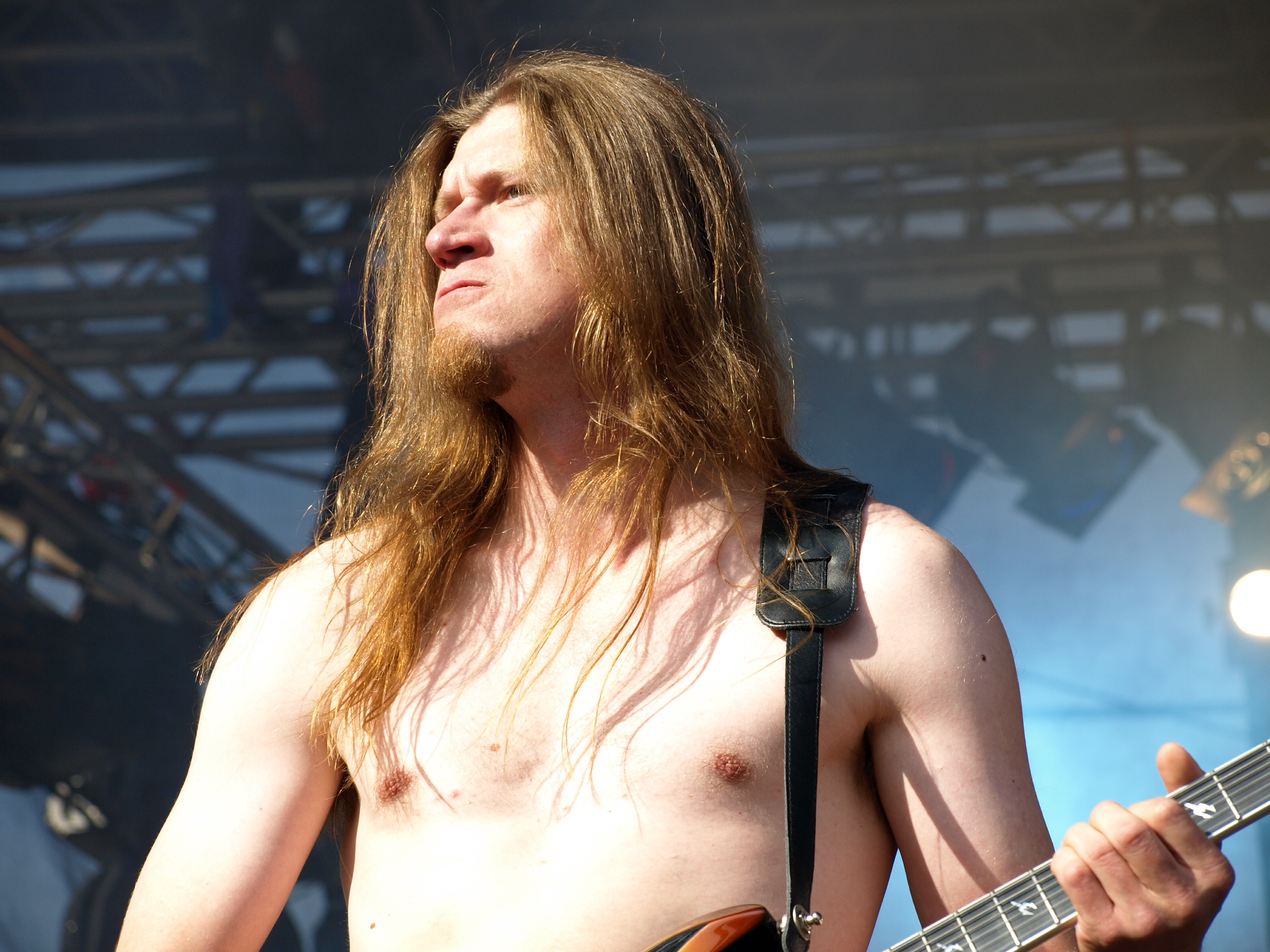
Pekka Kokko al Jalometalli 2008

- 2000 - Swamplord
- 2002 - They Will Return
- 2003 - Swampsong
- 2006 - The Black Waltz
- 2008 - For the Revolution
- 2010 - 12 Gauge
- 2013 - Seventh Swamphony
- 2018 - Palo
- 2023 - Kalmah

### Videografia
- 2000 - Withering Away
- 2006 - The Groan of Wind
- 2010 - 12 Gauge
- 2013 - Seventh Swamphony
- 2018 - Evil Kin
- 2018 - Blood Ran Cold
- 2018 - Take Me Away